# Hieracium chlorifolium
Hieracium chlorifolium là một loài thực vật có hoa trong họ Cúc. Loài này được Arv.-Touv. mô tả khoa học đầu tiên.